# Launceston (Cornwall)

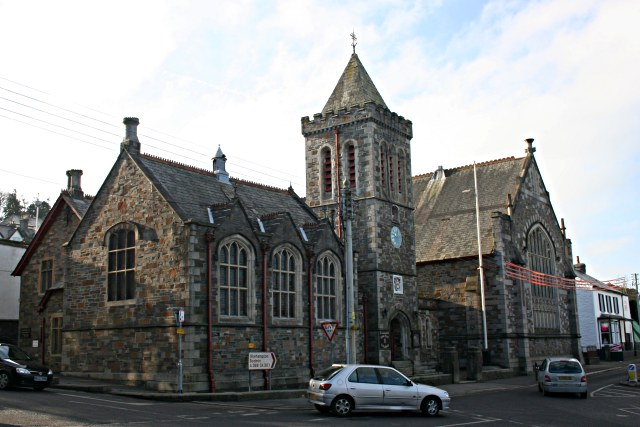
Het stadhuis en het gildehuis.

Launceston (Cornisch: Lannstefan) is een civil parish in het Engelse graafschap Cornwall. De plaats telt 9216 inwoners.

## Geboren
- Philip Gidley King (1758-1808), gouverneur van New South Wales